# Túnel Chacabuco
Chacabuco es un túnel chileno de uso carretero que cruza el cordón del mismo nombre, uniendo la región de Valparaíso con la Metropolitana de Santiago, a través de la Autopista Los Libertadores. Tiene una longitud de 2100 metros.

## Historia
El proyecto nace ante la necesidad de conectar las ciudades de Los Andes y Santiago de manera rápida. Las obras se iniciaron en 1956 pero fue inaugurado recién el 8 de agosto de 1972, debido a una serie de dificultades técnicas y administrativas durante su construcción. El túnel, de 2100 metros de longitud y 9,7 metros de ancho, tuvo un costo de 250 millones de escudos y logró reducir en una hora el viaje entre las ciudades.
Actualmente está concesionado, formando parte de los 116 kilómetros de la Autopista Los Libertadores, administrada por la empresa española Abertis. Esta corresponde a la principal ruta de conexión entre Santiago y el Paso Internacional Los Libertadores.
El Ministerio de Obras Públicas tiene contemplado para 2026 la construcción de un túnel paralelo que reduciría el tiempo de viaje al proporcionar una doble vía para cada sentido del tránsito. El proyecto formará parte de la nueva licitación para la concesión de la autopista.